# 河出奈都美
河出 奈都美（かわで なつみ、1996年8月10日 - ）は、日本テレビのアナウンサー。

## 経歴
東京都品川区出身。身長157 cm。青稜中学校・高等学校、青山学院大学国際政治経済学部国際コミュニケーション学科卒業。MISS CIRCLE CONTEST2017エントラント。大学在学中には「日本テレビイベントコンパニオン」（2019年から男性も採用され「日テレイベコン」と改称）の経験がある。
中学3年生の時にスピーチコンテストに出場し、特別賞を受賞。これが、アナウンサーを目指すきっかけになったと話している。 
2019年4月1日付で日本テレビ入社。同期入社は大町怜央、杉原凜。同年6月1日より、編成局アナウンスセンターアナウンス部に正式配属され、6月24日、『ZIP!』、『スッキリ』、『バゲット』で同期入社アナウンサーと共に初お披露目された。
1年目から『news zero』のカルチャー・お天気キャスターを担当。
2年間担当した『news zero』を2021年9月で卒業。同年10月から2024年9月まで『news every.』を担当した。

## 人物
- 趣味はテレビゲーム・かぎ針編み、特技は日本舞踊・フルート[1]。
- 日本舞踊は藤間流を6歳から16歳まで続け、中学校2年の時に名取となって「藤間勘玉奈（ふじま・かんぎょくな）」という舞踊名を持っている[7]。
- 好きな言葉は「音楽は、形には残らないけれど、誰かの心には残る」[1]。
- 2023年9月25日に放送された情報ライブ ミヤネ屋「ニュースコーナー」にて、自身が荏原警察署の一日警察署長を務めたニュースをアナウンスした。

## 出演番組
太字は出演中
- ZIP!
  - 後呂有紗の代理（2019年9月19日・20日）
  - 北脇太基・住岡佑樹の代理（2024年11月5日）
  - 北脇太基の代理（2024年11月12日・19日・25日・12月3日・10日・17日、2025年1月14日）
  - 林田美学の代理（2025年1月23日・24日）
  - 市來玲奈の代理（2025年4月11日）
- news zero - カルチャー・お天気キャスター
  - 月 - 水曜担当（2019年10月28日 - 2021年9月22日）
  - 河西歩果の代理（2020年4月16日・23日・30日・5月7日・14日・21日・28日・6月4日・11日・18日）
- シューイチ（2020年4月5日 - ）- 日曜エンタメキャスター
- サッカー★アース
- アナザースカイ（2021年4月15日 - 7月） - 女性MC
- 一撃解明バラエティ ひと目でわかる!!（2021年4月18日、特番4回） - 進行
- ぐるぐるナインティナイン（2021年9月23日） - ダレダレ?コスプレショー進行[8]
- news every.
  - 月 - 水曜サブキャスター（2021年10月4日 - 2024年3月20日）
  - 年末年始版メインキャスター（2022年1月3日）[9][10]
  - 市來玲奈の代理（2022年11月4日）
  - 月 - 水曜スポーツキャスター（2024年3月25日 - 9月25日）
- 一行ポップ - ナレーター
- 日テレNEWS24（平日昼枠・不定期） - キャスター
- カズレーザーと学ぶ。（2022年11月29日・2023年1月17日・3月7日・14日） - 進行
- Oha!4 NEWS LIVE - メインキャスター
  - 金曜担当（2023年1月13日 - 2024年9月27日）[11]
  - 水曜担当（2024年10月2日 - 2025年3月26日）
  - 木・金曜担当（2025年4月3日 - ）
- NNNストレイトニュース - キャスター
  - 山﨑誠（11:20 - 11:30）の代理（2023年8月14日）
  - 「24時間テレビ」放送に伴うシフト（2023年8月27日）
  - 平松修造（11:20 - 11:30）の代理（2023年8月30日）
  - 杉野真実（11:30 - 11:45）の代理（2023年9月18日・25日、2025年2月28日）
  - 矢島学の代理（2024年9月1日）
- 情報ライブ ミヤネ屋（読売テレビ制作、2023年9月18日・25日、2025年2月28日）- ニュースコーナー担当（杉野真実の代理）
- 深層NEWS（BS日テレ）
  - 木曜サブキャスター（2024年10月3日 - 2025年3月27日）
  - 後呂有紗（火曜サブキャスター）の代理（2025年6月17日）
- 千鳥かまいたちゴールデンアワー（進行アシスタント）
  - パイロット版（2025年3月11日・3月29日）
  - レギュラー版（2025年4月23日 - ）
- ときめき♡超音波!!（2024年10月14日深夜 - 11月4日深夜） - ナレーター
- 全国高校サッカー選手権大会 - ベンチサイド・応援席リポーター
- やるっきゃない!（2025年1月3日深夜） - 子ども番組のお姉さん「ナツミおねえさん」名義で出演。

## 雑誌
- 季刊ムラマツ（ムラマツ・メンバーズ・クラブ、2021年春号/Vol. 151） - 「私とフルート」

## イベント
- 一日警察署長 荏原警察署 （2023年9月23日）[12]